# Sara Errani
Sara Errani (* 29. April 1987 in Bologna) ist eine italienische Tennisspielerin. Ihre größten Erfolge waren der Gewinn von sechs Grand-Slam-Titeln im Doppel und der Sieg im Doppel bei den Olympischen Sommerspielen 2024 in Paris.

## Karriere
Sara Errani wurde im Alter von fünf Jahren von ihrem Vater an das Tennis herangeführt. 2002 bestritt sie die ersten ITF-Turniere und 2003 in Palermo ihr erstes WTA-Turnier.

### 2008 bis 2011
2008 gewann Errani ihr erstes WTA-Turnier bei den Internazionali Femminili in Palermo, im Finale gegen Marija Korytzewa behielt sie mit 6:2, 6:3 klar die Oberhand. Nur zwei Wochen später folgte der zweite Titelgewinn im slowenischen Portorož, wo sie Anabel Medina Garrigues im Endspiel mit 6:3, 6:3 besiegte.
2009 stand Errani wieder im Finale von Palermo, wo sie jedoch diesmal ihrer Landsfrau Flavia Pennetta mit 1:6, 2:6 unterlag. Auch in Portorož zog sie ins Finale ein, gegen die Weltranglistenerste Dinara Safina aber den Kürzeren. Ebenfalls 2009 gewann sie mit Italiens Team den Fed Cup. Dem 4:0-Sieg über die USA folgte im Jahr darauf der erneute Endspielerfolg wiederum über die USA – Italien gewann 2010 mit 3:1.
Ihre besten Ergebnisse im Jahr 2010 waren neben dem Erreichen der dritten Runde bei gleich drei Grand-Slam-Turnieren (Ausnahme: French Open) die Halbfinalteilnahmen in Hobart und Marbella. Es war ihre dritte Saison unter den Top 50, am Jahresende belegte sie Rang 43.
Im Februar 2011 gelang ihr in Pattaya nach einer längeren Durststrecke wieder der Einzug ins Finale eines WTA-Turniers. Bei den Australian Open setzte es 2011 eine Erstrundenniederlage, in Paris wie auch in Wimbledon kam das Aus jeweils in Runde zwei. Im Juli 2011 erreichte sie bei den Turnieren in Budapest und Palermo (an Position 2 bzw. 3 gesetzt) jeweils das Viertelfinale.

### 2012
Gerade im Doppel begann das Jahr 2012 sehr gut. Nach der Finalniederlage bei den Australian Open feierte sie im Februar zusammen mit ihrer Partnerin Roberta Vinci zwei Turniersiege. Sowohl beim Turnier in Monterrey als auch in der Woche darauf in Acapulco trug sich das italienische Duo in die Siegerliste ein. In Acapulco gelang ihr als Nummer 3 des Turniers nach über dreieinhalb Jahren der erste Titelgewinn gegen ihre Landsfrau Flavia Pennetta. Im Halbfinale bezwang sie zuvor auch ihre Doppelpartnerin Vinci in drei umkämpften Sätzen. Im Einzel gewann sie außerdem die Sandplatzturniere von Barcelona und Budapest. Am 12. Mai sicherte sie sich mit Vinci mit einem Endspielsieg über Makarowa/Wesnina auch den Titel beim Turnier von Madrid, Erranis erster bedeutender Doppeltitel. Am 8. Juni 2012 gewann sie zusammen mit ihrer Dauerpartnerin den ersten Grand-Slam-Titel mit einem Finalsieg in Paris gegen die Paarung Marija Kirilenko/Nadja Petrowa. Tags darauf stand Errani auch im Einzelfinale, musste sich dort aber Scharapowa in zwei glatten Sätzen geschlagen geben. Damit kletterte sie in der Weltrangliste sowohl im Einzel (Rang 10) als auch im Doppel (3) auf neue persönliche Bestmarken. Mit dem siebten Titelgewinn 2012 eine Woche später in ’s-Hertogenbosch und ihrem 15. insgesamt war die Paarung Errani/Vinci das erfolgreichste Damendoppel der Saison 2012. In Wimbledon erreichte Errani die dritte Runde. Bei ihrer Niederlage gegen Jaroslawa Schwedowa (0:6, 4:6) erlitt sie das historische Missgeschick, einen Satz mit 24 aufeinanderfolgenden Punkten der Gegnerin abzugeben, also einen so genannten Golden Set zu kassieren. Beim WTA-Turnier in Palermo gewann sie das Endspiel gegen Barbora Záhlavová-Strýcová und damit als erste Italienerin vier WTA-Turniere in einem Jahr. Bei den US Open setzte sie ihre Erfolgsserie fort: Semifinale im Einzel (1:6, 2:6-Niederlage gegen Serena Williams) und zweiter Grand-Slam-Titel im Doppel. An der Seite von Vinci besiegte sie im Endspiel das Duo Andrea Hlaváčková/Lucie Hradecká mit 6:4 und 6:2. Errani setzte sich mit dem Titelgewinn an die Spitze der Doppel-Weltrangliste und erreichte mit Position 7 auch im Einzel eine neue persönliche Bestmarke.

### 2013 und 2014
Im Einzel begann das Jahr mit einem Erstrundenaus bei den Australian Open. Errani gewann allerdings das Grand-Slam-Turnier im Doppel wie auch das Hallenturnier in Paris und das Hartplatzturnier in Doha. Im Einzel erreichte sie 2013 in Paris und in Dubai jeweils das Endspiel, sie verließ den Platz jedoch beide Male als Verliererin. Beim WTA-Turnier in Acapulco verteidigte sie ihren Titel. Bei den French Open erreichte sie das Halbfinale, war dort gegen Serena Williams jedoch chancenlos. Auch bei den beiden anderen Grand-Slam-Turnieren lief es nicht gut; sie schied spätestens in Runde zwei aus. Trotzdem qualifizierte sich Errani wie im Jahr zuvor sowohl im Einzel als auch im Doppel für das Masters am Jahresende. Sie gewann im Einzel allerdings nur eine Partie und schied in der Vorrunde aus, im Doppel im Halbfinale. Gleichwohl beschloss sie das Jahr mit einem Erfolg; beim 4:0-Sieg über Russland im Fed-Cup-Finale auf Sardinien gewann sie beide Einzelpartien auf Sand. Italien feierte damit den vierten Erfolg in diesem Teamwettbewerb.
Im Einzel scheiterte sie 2014 bei den Australian Open wie im Vorjahr bereits in Runde eins. Dagegen erreichte sie im Doppel wie 2013 das Finale, das sie an der Seite von Vinci gewann. Es war ihr 20. Doppel- und ihr vierter Grand-Slam-Titel. Im Einzel erreichte sie beim Hallenturnier in Paris das Finale, das sie wie im Jahr zuvor verlor. Im Doppel siegte sie mit Vinci in Stuttgart und in Madrid. Bei ihrem Heimturnier in Rom gelang ihr im Einzel der Finaleinzug, nachdem sie im Viertelfinale erstmals Li Na bezwungen hatte. Im Endspiel verletzte sie sich leicht und unterlag Serena Williams deutlich mit 3:6 und 0:6. Auch in Wimbledon gewann sie mit Vinci das Finale der Doppelkonkurrenz. Für beide war es der fünfte Grand-Slam-Titel und zugleich der so genannte Karriere-Grand-Slam; das heißt, sie haben nun jedes der vier Grand-Slam-Turniere mindestens einmal gewonnen. Sie schrieben damit zudem italienische Tennisgeschichte; denn noch nie errang bis dahin ein Tennisspieler oder eine Tennisspielerin aus Italien in Wimbledon einen Titel, weder im Einzel noch im Doppel.

### Seit 2015
Im Einzel schied sie bei den Australian Open in der dritten Runde aus; im Doppel kam für die Titelverteidigerin das Aus im Achtelfinale. Beim WTA-Turnier in Rio de Janeiro feierte sie als Topgesetzte den ersten Titelgewinn im Einzel seit knapp zwei Jahren, es war ihr insgesamt achter Einzeltitel. Auf den Grand-Slam-Turnieren war der Einzug ins Viertelfinale von Paris ihr bestes Ergebnis.
Das Jahr 2016 begann mit einer Auftaktniederlage bei den Australian Open. Im Februar gewann sie in Dubai erstmals ein Turnier der Kategorie Premier; mit diesem Erfolg kehrte sie vorübergehend in die Top 20 der Welt zurück. Bei den Olympischen Sommerspielen 2024 in Paris wurde Errani mit Jasmine Paolini Olympiasiegerin.
Im Mai 2025 konnte Errani den Titel im Doppel bei den Italian Open gewinnen. Gemeinsam mit Paolini bezwang sie das Doppel aus Elise Mertens und Weronika Kudermetowa mit 6:4, 7:5. Errani und Paolini holten den Titel zum zweiten Mal in Folge. Einen Monat später gewannen beide den Titel im Doppel bei den French Open.

#### Doping
Am 16. Februar 2017 wurde bei Errani ein routinemäßiger Dopingtest durchgeführt, der positiv ausfiel; in ihrem Blut wurde die Substanz Letrozol nachgewiesen. Sie gab den Verstoß zu und begründete ihn damit, dass sie mit einem Brustkrebsmedikament ihrer Mutter kontaminierte Pasta gegessen habe. Am 3. August 2017 wurde sie für zwei Monate bis zum 2. Oktober 2017 gesperrt. Zusätzlich wurden alle Ergebnisse auf der WTA-Tour vom 16. Februar bis zum negativen Test am 7. Juni 2017 gestrichen, womit sie ihre Preisgelder und Weltranglistenpunkte verlor. Gegen das Urteil zogen sowohl Errani als auch die italienische Anti-Doping-Staatsanwaltschaft vor den Internationalen Sportgerichtshof, der die Sperre im Juni 2018 auf zehn Monate verlängerte. Die bereits verbüßte Sperre wurde angerechnet, so dass Errani erneut acht Monate von Juni 2018 bis Februar 2019 gesperrt war.

## Turniersiege auf der WTA-Tour und bei Olympischen Spielen

### Einzel
| Nr. | Datum            | Turnier        | Kategorie         | Belag     | Finalgegnerin              | Ergebnis       |
| --- | ---------------- | -------------- | ----------------- | --------- | -------------------------- | -------------- |
| 1.  | 13. Juli 2008    | Palermo        | WTA Tier IV       | Sand      | Marija Korytzewa           | 6:2, 6:3       |
| 2.  | 27. Juli 2008    | Portorož       | WTA Tier IV       | Hartplatz | Anabel Medina Garrigues    | 6:3, 6:3       |
| 3.  | 4. März 2012     | Acapulco       | WTA International | Sand      | Flavia Pennetta            | 5:7, 7:62, 6:0 |
| 4.  | 15. April 2012   | Barcelona      | WTA International | Sand      | Dominika Cibulková         | 6:2, 6:2       |
| 5.  | 5. Mai 2012      | Budapest       | WTA International | Sand      | Jelena Wesnina             | 7:5, 6:4       |
| 6.  | 15. Juli 2012    | Palermo        | WTA International | Sand      | Barbora Záhlavová-Strýcová | 6:1, 6:3       |
| 7.  | 2. März 2013     | Acapulco       | WTA International | Sand      | Carla Suárez               | 6:0, 6:4       |
| 8.  | 22. Februar 2015 | Rio de Janeiro | WTA International | Sand      | Anna Karolína Schmiedlová  | 7:62, 6:1      |
| 9.  | 20. Februar 2016 | Dubai          | WTA Premier       | Hartplatz | Barbora Strýcová           | 6:0, 6:2       |
| 10. | 4. März 2018     | Indian Wells   | WTA Challenger    | Hartplatz | Kateryna Bondarenko        | 6:4, 6:2       |
| 11. | 10. Juli 2022    | Contrexéville  | WTA Challenger    | Sand      | Dalma Gálfi                | 6:4, 1:6, 7:64 |

### Doppel
| Nr. | Datum             | Turnier          | Kategorie             | Belag             | Partnerin              | Finalgegnerinnen                              | Ergebnis          |
| --- | ----------------- | ---------------- | --------------------- | ----------------- | ---------------------- | --------------------------------------------- | ----------------- |
| 1.  | 13. Juli 2008     | Palermo          | WTA Tier IV           | Sand              | Nuria Llagostera Vives | Alla Kudrjawzewa Anastassija Pawljutschenkowa | 2:6, 7:61, [10:4] |
| 2.  | 20. Juni 2009     | ’s-Hertogenbosch | WTA International     | Rasen             | Flavia Pennetta        | Michaella Krajicek Yanina Wickmayer           | 6:4, 5:7, [13:11] |
| 3.  | 11. April 2010    | Marbella         | WTA International     | Sand              | Roberta Vinci          | Marija Kondratjewa Jaroslawa Schwedowa        | 6:4, 6:2          |
| 4.  | 17. April 2010    | Barcelona        | WTA International     | Sand              | Roberta Vinci          | Timea Bacsinszky Tathiana Garbin              | 6:1, 3:6, [10:2]  |
| 5.  | 18. Juli 2010     | Palermo          | WTA International     | Sand              | Alberta Brianti        | Jill Craybas Julia Görges                     | 6:4, 6:1          |
| 6.  | 15. Januar 2011   | Hobart           | WTA International     | Hartplatz         | Roberta Vinci          | Kateryna Bondarenko Līga Dekmeijere           | 6:3, 7:5          |
| 7.  | 13. Februar 2011  | Pattaya          | WTA International     | Hartplatz         | Roberta Vinci          | Sun Shengnan Zheng Jie                        | 3:6, 6:3, [10:5]  |
| 8.  | 16. Juli 2011     | Palermo          | WTA International     | Sand              | Roberta Vinci          | Andrea Hlaváčková Klára Zakopalová            | 7:5, 6:1          |
| 9.  | 26. Februar 2012  | Monterrey        | WTA International     | Hartplatz         | Roberta Vinci          | Kimiko Date Krumm Zhang Shuai                 | 6:2, 7:66         |
| 10. | 4. März 2012      | Acapulco         | WTA International     | Sand              | Roberta Vinci          | Lourdes Domínguez Lino Arantxa Parra Santonja | 6:2, 6:1          |
| 11. | 15. April 2012    | Barcelona        | WTA International     | Sand              | Roberta Vinci          | Flavia Pennetta Francesca Schiavone           | 6:0, 6:2          |
| 12. | 12. Mai 2012      | Madrid           | WTA Premier Mandatory | Sand              | Roberta Vinci          | Jekaterina Makarowa Jelena Wesnina            | 6:1, 3:6, [10:4]  |
| 13. | 20. Mai 2012      | Rom              | WTA Premier 5         | Sand              | Roberta Vinci          | Jekaterina Makarowa Jelena Wesnina            | 6:2, 7:5          |
| 14. | 8. Juni 2012      | French Open      | Grand Slam            | Sand              | Roberta Vinci          | Marija Kirilenko Nadja Petrowa                | 4:6, 6:4, 6:2     |
| 15. | 23. Juni 2012     | ’s-Hertogenbosch | WTA International     | Rasen             | Roberta Vinci          | Marija Kirilenko Nadja Petrowa                | 6:4, 3:6, [11:9]  |
| 16. | 9. September 2012 | US Open          | Grand Slam            | Hartplatz         | Roberta Vinci          | Andrea Hlaváčková Lucie Hradecká              | 6:4, 6:2          |
| 17. | 25. Januar 2013   | Australian Open  | Grand Slam            | Hartplatz         | Roberta Vinci          | Ashleigh Barty Casey Dellacqua                | 6:2, 3:6, 6:2     |
| 18. | 3. Februar 2013   | Paris            | WTA Premier           | Hartplatz (Halle) | Roberta Vinci          | Andrea Hlaváčková Liezel Huber                | 6:1, 6:1          |
| 19. | 17. Februar 2013  | Doha             | WTA Premier 5         | Hartplatz         | Roberta Vinci          | Nadja Petrowa Katarina Srebotnik              | 2:6, 6:3 [11:9]   |
| 20. | 24. Januar 2014   | Australian Open  | Grand Slam            | Hartplatz         | Roberta Vinci          | Jekaterina Makarowa Jelena Wesnina            | 6:4, 3:6, 7:5     |
| 21. | 27. April 2014    | Stuttgart        | WTA Premier           | Sand              | Roberta Vinci          | Cara Black Sania Mirza                        | 6:2, 6:3          |
| 22. | 10. Mai 2014      | Madrid           | WTA Premier Mandatory | Sand              | Roberta Vinci          | Garbiñe Muguruza Carla Suárez Navarro         | 6:4, 6:3          |
| 23. | 5. Juli 2014      | Wimbledon        | Grand Slam            | Rasen             | Roberta Vinci          | Tímea Babos Kristina Mladenovic               | 6:1, 6:3          |
| 24. | 10. August 2014   | Toronto          | WTA Premier 5         | Hartplatz         | Roberta Vinci          | Cara Black Sania Mirza                        | 7:64, 6:3         |
| 25. | 9. Januar 2015    | Auckland         | WTA International     | Hartplatz         | Roberta Vinci          | Shūko Aoyama Renata Voráčová                  | 6:2, 6:1          |
| 26. | 15. Oktober 2017  | Tianjin          | WTA International     | Hartplatz         | Irina-Camelia Begu     | Dalila Jakupović Nina Stojanović              | 6:4, 6:3          |
| 27. | 7. Januar 2018    | Auckland         | WTA International     | Hartplatz         | Bibiane Schoofs        | Eri Hozumi Miyu Katō                          | 7:5, 6:1          |
| 28. | 20. November 2022 | Buenos Aires     | WTA Challenger        | Sand              | Irina Bara             | Jang Su-jeong Xiaodi You                      | 6:1, 7:5          |
| 29. | 21. Oktober 2023  | Monastir         | WTA 250               | Hartplatz         | Jasmine Paolini        | Mai Hontama Natalija Stevanović               | 2:6, 7:64, [10:6] |
| 30. | 26. November 2023 | Florianópolis    | WTA Challenger        | Sand              | Léolia Jeanjean        | Julia Lohoff Conny Perrin                     | 7:5, 3:6, [10:7]  |
| 31. | 4. Februar 2024   | Linz             | WTA 500               | Hartplatz (Halle) | Jasmine Paolini        | Nicole Melichar-Martinez Ellen Perez          | 7:5, 4:6, [10:7]  |
| 32. | 19. Mai 2024      | Rom              | WTA 1000              | Sand              | Jasmine Paolini        | Coco Gauff Erin Routliffe                     | 6:3, 4:6, [10:8]  |
| 33. | 4. August 2024    | Paris            | Olympische Spiele     | Sand              | Jasmine Paolini        | Mirra Andrejewa Diana Schneider               | 2:6, 6:1, [10:7]  |
| 34. | 6. Oktober 2024   | Peking           | WTA 1000              | Hartplatz         | Jasmine Paolini        | Chan Hao-ching Weronika Kudermetowa           | 6:4, 6:4          |
| 35. | 15. Februar 2025  | Doha             | WTA 1000              | Hartplatz         | Jasmine Paolini        | Jiang Xinyu Wu Fang-hsien                     | 7:5, 7:610        |
| 36. | 18. Mai 2025      | Rom              | WTA 1000              | Sand              | Jasmine Paolini        | Weronika Kudermetowa Elise Mertens            | 6:4, 7:5          |
| 37. | 8. Juni 2025      | French Open      | Grand Slam            | Sand              | Jasmine Paolini        | Anna Danilina Aleksandra Krunić               | 6:4, 2:6, 6:1     |

### Mixed
| Nr. | Datum             | Turnier     | Kategorie  | Belag     | Partner          | Finalgegner                  | Ergebnis  |
| --- | ----------------- | ----------- | ---------- | --------- | ---------------- | ---------------------------- | --------- |
| 1.  | 5. September 2024 | US Open     | Grand Slam | Hartplatz | Andrea Vavassori | Taylor Townsend Donald Young | 7:60, 7:5 |
| 2.  | 5. Juni 2025      | French Open | Grand Slam | Sand      | Andrea Vavassori | Taylor Townsend Evan King    | 6:4, 6:2  |

## Karrierestatistik und Turnierbilanz

### Einzel
| Turnier         | 2006 | 2007 | 2008 | 2009 | 2010 | 2011 | 2012 | 2013 | 2014 | 2015 | 2016 | 2017 | 2018 | 2019 | 2020 | 2021 | 2022 | 2023 | 2024 | 2025 | Karriere |
| --------------- | ---- | ---- | ---- | ---- | ---- | ---- | ---- | ---- | ---- | ---- | ---- | ---- | ---- | ---- | ---- | ---- | ---- | ---- | ---- | ---- | -------- |
| Australian Open | —    | Q1   | 1    | 3    | 3    | 1    | VF   | 1    | 1    | 3    | 1    | 2    | Q3   | —    | Q1   | 3    | Q1   | Q1   | 1    | Q2   | VF       |
| French Open     | —    | Q1   | 1    | 1    | 1    | 2    | F    | HF   | VF   | VF   | 1    | 2    | 1    | —    | 2    | Q2   | Q2   | 2    | 2    | Q2   | F        |
| Wimbledon       | Q1   | —    | 1    | 2    | 3    | 2    | 3    | 1    | 1    | 2    | 2    | 1    | —    | —    |      | Q1   | Q1   | 1    | 1    | —    | 3        |
| US Open         | Q1   | 2    | 2    | 3    | 3    | 1    | HF   | 2    | VF   | 3    | 1    | —    | —    | —    | —    | 1    | Q1   | Q1   | 3    |      | HF       |

Zeichenerklärung: S = Turniersieg; F, HF, VF, AF = Einzug ins Finale / Halbfinale / Viertelfinale / Achtelfinale; 1, 2, 3 = Ausscheiden in der 1. / 2. / 3. Hauptrunde; Q1, Q2, Q3 = Ausscheiden in der 1. / 2. / 3. Qualifikationsrunde; nicht ausgetragen

### Doppel
Die letzte Aktualisierung erfolgte nach dem WTA-Turnier in Berlin 2025.
| Turnier                   | 2005              | 2006              | 2007              | 2008              | 2009              | 2010              | 2011              | 2012              | 2013              | 2014              | 2015              | 2016             | 2017              | 2018              | 2019              | 2020              | 2021              | 2022              | 2023              | 2024             | 2025             | T / T      | S/N        | Sieg%      |
| ------------------------- | ----------------- | ----------------- | ----------------- | ----------------- | ----------------- | ----------------- | ----------------- | ----------------- | ----------------- | ----------------- | ----------------- | ---------------- | ----------------- | ----------------- | ----------------- | ----------------- | ----------------- | ----------------- | ----------------- | ---------------- | ---------------- | ---------- | ---------- | ---------- |
| Australian Open           | –                 | –                 | –                 | 1                 | 1                 | 1                 | 1                 | F                 | S                 | S                 | AF                | 1                | 2                 | –                 | –                 | –                 | –                 | –                 | –                 | AF               | 2                | 2 / 12     | 23:9       | 72 %       |
| French Open               | –                 | –                 | –                 | 2                 | 2                 | 2                 | AF                | S                 | F                 | F                 | –                 | 1                | –                 | 2                 | –                 | –                 | –                 | –                 | 1                 | F                | S                | 2 / 12     | 33:10      | 77 %       |
| Wimbledon                 | –                 | –                 | –                 | 2                 | 2                 | AF                | AF                | VF                | AF                | S                 | –                 | 1                | –                 | –                 | –                 | n. a.             | –                 | –                 | 1                 | AF               | 2                | 1 / 11     | 19:10      | 66 %       |
| US Open                   | –                 | –                 | –                 | 1                 | 1                 | 1                 | VF                | S                 | VF                | 2                 | HF                | –                | –                 | –                 | –                 | –                 | 1                 | –                 | –                 | 2                |                  | 1 / 10     | 18:9       | 67 %       |
| WTA Finals                | –                 | –                 | –                 | –                 | –                 | –                 | –                 | HF                | HF                | VF                | –                 | –                | –                 | –                 | –                 | n. a.             | –                 | –                 | –                 | RR               |                  | 0 / 4      | 1:5        | 17 %       |
| Doha                      | andere Kategorie  | andere Kategorie  | andere Kategorie  | –                 | n. a. bzw. a. K.  | n. a. bzw. a. K.  | n. a. bzw. a. K.  | –                 | S                 | HF                | a. K.             | F                | a. K.             | –                 | a. K.             | –                 | a. K.             | –                 | a. K.             | 1                | S                | 2 / 5      | 14:3       | 82 %       |
| Dubai                     | andere Kategorie  | andere Kategorie  | andere Kategorie  | andere Kategorie  | 1                 | –                 | 1                 | andere Kategorie  | andere Kategorie  | andere Kategorie  | –                 | a. K.            | –                 | a. K.             | –                 | a. K.             | –                 | a. K.             | –                 | –                | –                | 0 / 2      | 0:2        | 0 %        |
| Indian Wells              | –                 | –                 | –                 | –                 | –                 | 1                 | 1                 | VF                | AF                | 1                 | –                 | HF               | AF                | –                 | –                 | n. a.             | –                 | –                 | –                 | 1                | 1                | 0 / 9      | 6:9        | 40 %       |
| Miami                     | –                 | –                 | –                 | –                 | –                 | 1                 | 1                 | F                 | HF                | 1                 | –                 | AF               | 1                 | –                 | –                 | n. a.             | –                 | –                 | –                 | HF               | AF               | 0 / 9      | 12:9       | 57 %       |
| Charleston                | –                 | –                 | –                 | 1                 | andere Kategorie  | andere Kategorie  | andere Kategorie  | andere Kategorie  | andere Kategorie  | andere Kategorie  | andere Kategorie  | andere Kategorie | andere Kategorie  | andere Kategorie  | andere Kategorie  | andere Kategorie  | andere Kategorie  | andere Kategorie  | andere Kategorie  | andere Kategorie | andere Kategorie | 0 / 1      | 0:1        | 0 %        |
| Madrid                    | nicht ausgetragen | nicht ausgetragen | nicht ausgetragen | nicht ausgetragen | –                 | 1                 | 1                 | S                 | –                 | S                 | –                 | AF               | –                 | –                 | –                 | n. a.             | –                 | –                 | –                 | 1                | AF               | 2 / 7      | 11:5       | 69 %       |
| Rom                       | 1                 | 1                 | AF                | 1                 | 1                 | AF                | –                 | S                 | F                 | F                 | –                 | AF               | VF                | AF                | 1                 | –                 | HF                | –                 | –                 | S                | S                | 3 / 16     | 28:13      | 68 %       |
| Kanada                    | –                 | –                 | –                 | –                 | –                 | VF                | AF                | AF                | VF                | S                 | VF                | 1                | –                 | –                 | –                 | n. a.             | –                 | –                 | –                 | –                |                  | 1 / 7      | 10:6       | 63 %       |
| Cincinnati                | andere Kategorie  | andere Kategorie  | andere Kategorie  | andere Kategorie  | –                 | 1                 | VF                | VF                | VF                | VF                | VF                | VF               | –                 | –                 | –                 | –                 | –                 | –                 | –                 | VF               |                  | 0 / 8      | 10:7       | 59 %       |
| Tokio                     | –                 | –                 | –                 | –                 | –                 | 1                 | –                 | –                 | –                 | n. a. bzw. a. K.  | n. a. bzw. a. K.  | n. a. bzw. a. K. | n. a. bzw. a. K.  | n. a. bzw. a. K.  | n. a. bzw. a. K.  | n. a. bzw. a. K.  | n. a. bzw. a. K.  | n. a. bzw. a. K.  | n. a. bzw. a. K.  | n. a. bzw. a. K. | n. a. bzw. a. K. | 0 / 1      | 0:1        | 0 %        |
| Peking                    | nicht ausgetragen | nicht ausgetragen | nicht ausgetragen | nicht ausgetragen | AF                | AF                | AF                | –                 | HF                | VF                | AF                | –                | –                 | –                 | –                 | nicht ausgetragen | nicht ausgetragen | nicht ausgetragen | –                 | S                |                  | 1 / 7      | 12:6       | 67 %       |
| Wuhan                     | nicht ausgetragen | nicht ausgetragen | nicht ausgetragen | nicht ausgetragen | nicht ausgetragen | nicht ausgetragen | nicht ausgetragen | nicht ausgetragen | nicht ausgetragen | VF                | 1                 | –                | –                 | –                 | –                 | nicht ausgetragen | nicht ausgetragen | nicht ausgetragen | nicht ausgetragen | AF               |                  | 0 / 3      | 1:3        | 25 %       |
| Olympische Spiele         | nicht ausgetragen | nicht ausgetragen | nicht ausgetragen | –                 | nicht ausgetragen | nicht ausgetragen | nicht ausgetragen | VF                | nicht ausgetragen | nicht ausgetragen | nicht ausgetragen | VF               | nicht ausgetragen | nicht ausgetragen | nicht ausgetragen | nicht ausgetragen | AF                | n. a.             | n. a.             | S                | n. a.            | 1 / 4      | 10:3       | 77 %       |
| Billie Jean King Cup      | –                 | –                 | –                 | PO                | S                 | S                 | HF                | HF                | S                 | –                 | PO                | PO               | –                 | –                 | PO                | –                 | –                 | –                 | –                 | S                |                  | 4 / 10     | 12:5       | 71 %       |
| Statistik                 | Statistik         | Statistik         | Statistik         | Statistik         | Statistik         | Statistik         | Statistik         | Statistik         | Statistik         | Statistik         | Statistik         | Statistik        | Statistik         | Statistik         | Statistik         | Statistik         | Statistik         | Statistik         | Statistik         | Statistik        | Statistik        | S/N        | S/N        | Sieg%      |
| Gewonnene Titel           | 0                 | 0                 | 0                 | 1                 | 1                 | 3                 | 3                 | 8                 | 3                 | 5                 | 1                 | 0                | 1                 | 1                 | 0                 | 0                 | 0                 | 1                 | 2                 | 4                | 3                | Gesamt: 37 | Gesamt: 37 | Gesamt: 37 |
| Gesamt-Siege/-Niederlagen | 20:7              | 18:15             | 15:12             | 11:14             | 15:18             | 36:24             | 37:20             | 52:10             | 39:12             | 46:13             | 16:7              | 16:14            | 10:5              | 8:3               | 6:8               | 4:5               | 9:7               | 8:5               | 13:10             | 36:16            | 20:6             | 435:231    | 435:231    | 65 %       |
| Jahresendposition         | 203               | 197               | 159               | 103               | 73                | 32                | 27                | 2                 | 1                 | 1                 | 42                | 45               | 179               | 108               | 630               | 378               | 131               | 305               | 125               | 8                |                  | N/A        | N/A        | N/A        |

Zeichenerklärung: S = Turniersieg; F, HF, VF, AF = Einzug ins Finale / Halbfinale / Viertelfinale / Achtelfinale; 1, 2, 3 = Ausscheiden in der 1. / 2. / 3. Hauptrunde; KF (kleines Finale) = unterlegen im Spiel um Platz drei; RR = Round Robin (Gruppenphase); n. a. = nicht ausgetragen; a. K. = andere Kategorie; PO (Play-off) = Auf- und Abstiegsrunde im Billie Jean King Cup; K1, K2, K3 = Teilnahme in der Kontinentalgruppe I, II, III im Billie Jean King Cup.
Anmerkung: Diese Statistik berücksichtigt alle Ergebnisse im Einzel bei ITF- und WTA-Turnieren. Als Quelle dient die ITF- und WTA-Seite der Spielerin. Dargestellt sind nur WTA-Turniere der Kategorie Tier I (bis 2008), die WTA-Turniere der Kategorien Premier Mandatory und Premier 5 (2009–2020) bzw. die WTA-Turniere der Kategorie 1000 (seit 2021).

## Auszeichnungen
- 2014: „Weltmannschaft des Jahres“ – gemeinsam mit Roberta Vinci (La Gazzetta dello Sport)